# Ossian Egerbladh
Erik Ossian Egerbladh,  född 18 september 1897 i Byssträsk i Lycksele, död 1 maj 1978 i Umeå, var en svensk lärare, hembygdsforskare och genealog.

## Biografi
Under åren 1963–1977 utgav Ossian Egerbladh sammanlagt tolv skrifter, baserade på primärdata, vilka beskriver Lycksele lappmarks bebyggelsehistoria (socknarna Tärna, Sorsele, Stensele, Lycksele och Örträsk) samt befolkningsutveckling. I böckerna finns bl.a. omfattande utdrag ur domstolsprotokoll rörande olika byar samt utredningar av nybyggarnas släktförhållanden. I boken Örträskfinnarnas ättlingar listas 4000 avkomlingar till de första nybyggarna i Lycksele lappmark, vilka kom att spela en mycket stor roll i lappmarkens fortsatta kolonisation. År 1973 blev Egerbladh filosofie hedersdoktor vid Umeå universitet.
Ossian Egerbladh gifte sig 1929 med Amy Johansson (1900–1964). Han var far till pianisten Berndt Egerbladh, farfar till koreografen Birgitta Egerbladh och morfar till pianisten Mats Öberg. Han är begravd på Norra kyrkogården på Sandbacka i Umeå.